# Guillem Trabal
Guillem Trabal  Tañá (Las Masías de Voltregá, Barcelona) 11 de junio de 1979) es un exjugador español de hockey patines, internacional absoluto con la Selección nacional, que ocupaba la demarcación de portero.

## Trayectoria
Considerado como uno de los mejores porteros del mundo, comenzó a jugar en el CP Voltregà, club en el que debutaría en el año 1994. En el año 2002 ficharía por el Lleida Llista Blava. En el año 2004 ficha por el Reus Deportiu. La temporada 2010-2011 fue escogido, junto con Marc Gual, como el mejor jugador de la liga española de hockey. En el año 2013, después de 9 temporadas en Reus, ficha por el equipo portugués del Benfica. En el año 2018 ficha por el Hockey Valdagno. El 5 de junio de 2019 hace oficial su retirada como jugador profesional.

## Palmarés selección
- 6 Mundiales "A" (2001, 2005, 2007, 2009, 2011, 2013)
- 6 Europeos (2000, 2002, 2004, 2008, 2010, 2012)